# Метјуз (Северна Каролина)
Метјуз (енгл. Matthews) град је у америчкој савезној држави Северна Каролина.

## Демографија
По попису из 2010. године број становника је 27.198, што је 5.071 (22,9%) становника више него 2000. године.
| Група             | 2000.          | 2010.          |
| Белци             | 19.625 (88,7%) | 21.344 (78,5%) |
| Афроамериканци    | 1.181 (5,3%)   | 2.609 (9,6%)   |
| Азијати           | 523 (2,4%)     | 1.155 (4,2%)   |
| Хиспаноамериканци | 553 (2,5%)     | 1.579 (5,8%)   |
| Укупно            | 22.127         | 27.198         |